# Uva da tavola di Canicattì
Uva da tavola di Canicattì è un prodotto ortofrutticolo italiano a Indicazione geografica protetta.